# Irmgard von Rott
Irmgard von Rott, bekannt als Gräfin Irmgard von Sulzbach (oder auch: Ermingard von Rott, Irmengard von Rot; † 14. Juni 1101), entstammte als Tochter und Erbin des Kuno I. von Rott und der Uta von Dießen-Andechs dem Hause der Pilgrimiden.

## Wirken
Ein Gelübde, der Legende nach zum Dank für die Errettung des Grafen Gebhard II. von Sulzbach nach einem Jagdunfall bei dem Felsen, auf dem heute die Berchtesgadener Stiftskirche steht, ließ Irmgard zur Initiative gebenden Mitstifterin des Augustiner-Chorherren Klosterstifts Berchtesgaden werden. Den Berchtesgadener Besitz hatte sie aus ihrer ersten Ehe mit dem Sieghardinger Grafen Engelbert V. als Witwengabe eingebracht und hierzu in ihrem Gelübde verfügt, dass dort eine Klerikergemeinschaft nach der Idee des „gemeinschaftlichen Lebens“ („congregatio clericorum communis vite“) entstehen soll. „Durch verschiedene weltliche Angelegenheiten aufgehalten“, vermochte Irmgard die Gründung des Stifts nicht mehr selber in die Wege zu leiten. Deshalb beauftragte sie kurz vor ihrem Tod ihren Sohn Berengar I. von Sulzbach, die Stiftsgründung zu „ihrem und seinem Seelenheil“ voranzutreiben.
Um das mütterliche Gelübde zu erfüllen, ernannte Berengar I. von Sulzbach noch in ihrem Todesjahr (1101) den  Kanoniker Eberwin zum Stiftspropst, unter dessen Führung er dann drei Augustiner-Chorherren und vier Laienbrüder aus dem Kloster Rottenbuch nach Berchtesgaden entsandte. Vermutlich zwischen 1102 und 1105 reiste sein Stief- oder Halbbruder Kuno II. von Horburg im Auftrag Berengars I. zusammen mit dem Stiftspropst Eberwin nach Rom zu Papst Paschalis II., der das gräfliche Eigenkloster berthercatmen als Klosterstiftung bestätigte und „sehr wahrscheinlich“ bereits am 7. April 1102 unter seinen Schutz stellte.

## Familie
Irmgard war drei Mal verheiratet: Zuerst mit Engelbert V., Graf im Chiemgau (X 1078, Schlacht bei Mellrichstadt) aus dem Geschlecht der Sieghardinger, eine Ehe, die kinderlos blieb. Den von ihm ererbten Besitz, darunter ein Waldbezirk, der das spätere Kernland der Fürstpropstei Berchtesgaden bildete, hat Irmgard in die Ehe mit Graf Gebhard I. (II.) von Sulzbach (1043/1071; † 1085) als Morgengabe eingebracht, mit dem sie die Kinder Adelheid († vor 1133) und Berengar I. (* vor 1080; † 3. Dezember 1125) hatte. Nach dem Tod von Gebhard heiratete sie Graf Kuno von Horburg-Lechsgemünd, von dem noch als Sohn Kuno II. bzw. der Jüngere von Horburg (* 1075; † 30. Juni 1138/39) bekannt ist, der entweder einer anderen Verbindung Kunos entstammt, laut Walter Brugger u. a. kann jedoch „kein Zweifel daran bestehen“, dass Kuno II. ebenfalls ein gemeinsames Kind mit Irmgard ist – was allerdings wegen dessen Geburtsjahr weitere Fragen aufwirft, u. a. hinsichtlich der Reihenfolge ihrer Eheschließungen.
Dafür, dass Irmgard als Gräfin von Sulzbach in die Geschichte einging, werden mehrere Gründe vermutet. Ihre letzte Ehe mit Graf Kuno I. von Horburg währte kürzer als die Ehe davor mit Graf Gebhard II. von Sulzbach, und mit ihrer Beisetzung in dem von der Sulzbacher-Familie gestifteten Kloster Kastl war Irmgard „in den Schoß dieser sehr traditionsgebundenen Familie zurückgekehrt“. Zudem war auch ihr Sohn Berengar I. von Sulzbach, der entscheidend in die große Politik eingriff, die im Gegensatz zu seinem Stief- oder Halbbruder Kuno weit dominierendere Persönlichkeit. Einige seiner Kinder gingen Ehen mit dem Hochadel ein.
Nachfahren aus der Verbindung von Irmgard mit Graf Gebhard von Sulzbach
Stammbaum und seine Zuordnungen in der Hauptsache nach Jürgen Dendorfer, ergänzt um Angaben nach Heinz Dopsch – in Klammern und kursiv gesetzt ggf. alte Zählweise und Datumshinweise nach Heinz Dopsch.
- Gebhard I. (II.) (1043/1071; † 1085), Graf von Sulzbach ⚭ Irmgard von Rott († 14. Juni 1101)
  - Adelheid († vor 1133) ⚭ Graf Sigiboto II. von Weyarn
  - Berengar I. (* vor 1080; † 3. Dezember 1125), Graf von Sulzbach, Stifter des Jahrhunderte später zur Fürstpropstei erhobenen Klosterstifts Berchtesgaden und von Baumburg, Mitstifter des Klosters Kastl ⚭ nach Februar 1099 Adelheid von Frontenhausen († 1105), Witwe des Ulrich von Passau (1), ⚭ Adelheid von Wolfratshausen († 1126) (2)[11]
    - (2) Adelheid, Äbtissin von Kloster Niedernburg in Passau
    - (2) Gertrud (* um 1114; † 14. April 1146 in Hersfeld) ⚭  Konrad III., Römisch-deutscher König
      - Heinrich-Berengar, 1147 Mitkönig, gekrönt 1147
      - Friedrich IV. von Rothenburg (* 1144/1145; † 1167), 1152–1167 Herzog von Schwaben, erhält das Egerland; ⚭ 1166 Gertrud von Sachsen (* 1154; † 1197) (Welfen)

    - (2) Bertha  († 1158/1160) unter dem Namen Irene ⚭ in dessen 1. Ehe mit Manuel I. Komnenos, Kaiser von Byzanz
      -  Maria „Porphyrogenita“ Komnene (* 1152; † Juli 1182), ⚭ Rainer von Montferrat (* um 1162; † August 1182), aus dem Haus der Markgrafen von Montferrat
      - Anna Komnene (* 1154, † 1158).[12]

    - (2) Luitgard (auch: Luitgardis; † nach 1163) ⚭ um 1139 Gottfried II. (* um 1110; † 13. Juni 1142), Graf von Löwen, Landgraf von Brabant, als Gottfried VII. auch Herzog von Niederlothringen und dadurch Markgraf von Antwerpen,(1) ⚭ um 1143 Hugo II., Graf von Dagsburg und Metz (2)
      - (1) Nachfahren Grafen von Löwen und Herzöge von Niederlothringen
      - (2) Als Nachfahren 1137/78 bezeugt: Etichonen

    - (2) Mathilde († 1165) ⚭ um 1139/40 Engelbert III. (* vor 1124; † 6. Oktober 1173), aus dem Hause der Spanheimer, Markgraf von Istrien, Markgraf von Tuscien, Graf von Kraiburg und Marquartstein)[13]
      - Kinderlos, Keine Nachfahren

    - (2) Gebhard II.  (III.) (* um 1114 † 28. Oktober 1188), Graf von Sulzbach; im staufischen Dienst, Rivale der Diepoldinger-Rapotonen auf dem Nordgau; Regensburger Domvogt, Vogt von Niedermünster sowie von Passau-Niedernburg, Erbe der Burg Warberg ⚭ 1129 Mathilde († 16. März 1183), Tochter von Heinrich IX. (auch: Heinrich der Schwarze) Herzog von Bayern
      - Berengar II. († 21. August 1167), Graf von Sulzbach 1156–1167
      - Adelheid ⚭ Dietrich IV. († 1172), Graf von Kleve
      - Sophie († 1228), Erbtochter von Gebhard III. ⚭ Gerhard I. von Grögling († 1170)
      - Elisabeth († 1206) ⚭ 1163 Graf Rapoto I. von Ortenburg († 26. August 1186), aus dem Hause der Spanheimer, Graf von Murach, Graf von Kraiburg und Marquartstein
      - Bertha († nach 1200) ⚭ 1173 Heinrich II. von Altendorf († 1194)[14]